# Spinster’s Rock
Spinster’s Rock (auch Shilstone Cromlech genannt) ist eine neolithische, zwischen 3500 und 2500 v. Chr. errichtete, Megalithanlage, die in der Region als Quoit bezeichnet wird. Sie liegt bei Chagford, am Ende eines Tals, an einem Gewässer, das in den River Teign mündet, am nordöstlichen Rand des Dartmoor in Devon in England. Die Anlage, die während eines heftigen Sturms im Jahre 1862 zusammenbrach, wurde vor einigen Jahren mit Hilfe von Skizzen restauriert. Allerdings unterscheiden sich Zeichnungen von dem heutigen Bau.

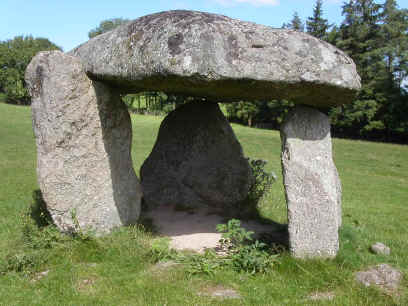
Spinster’s Rock

Die Anlage besteht aus drei Tragsteinen, der größte, dem eine Ecke abgeschlagen wurde um den über 16 t wiegenden Deckstein aufzulegen, ist über drei Meter hoch. Dolmen mit drei Tragsteinen und einem Deckstein, so genannte Tripod-Dolmen kommen sowohl im Osten Irlands (Legananny, County Down; Proleek, County Louth) als auch in Cornwall, Devon und Wales (z. B. Pentre Ifan, Carreg Coetan Arthur) vor. Der bekannteste ist der Lanyon Quoit. Sie wurden zunächst als spezielle Gruppe behandelt, sind jedoch Portal Tombs, die ihrer restlichen Steine beraubt wurden. 
Es ist unklar, ob die Kammer jemals einen Hügel aus Erde oder Stein hatte, wie es üblich war, aber wenn dann ist jede Spur davon verschwunden. Das ganze Gebiet war früher reich an prähistorischen Denkmälern. Leider sind heute alle außer dieser Kammer, die einsam in einem Feld westlich des Dorfes Drewsteignton liegt, ausgegangen. Drewsteignton bedeutet: „Ort an der Druiden Steinen“. 
Der Legende nach wurden die Steine von drei Jungfrauen oder Hexen an einem Morgen vor dem Frühstück aufgerichtet.